# Фаунтен-Веллі (Каліфорнія)
Фаунтен-Веллі (англ. Fountain Valley) — місто (англ. city) в США, в окрузі Орандж штату Каліфорнія. Населення — 57 047 осіб (2020).

## Географія
Фаунтен-Веллі розташований за координатами 33°42′38″ пн. ш. 117°57′4″ зх. д. / 33.71056° пн. ш. 117.95111° зх. д. (33.710582, -117.951129). За даними Бюро перепису населення США в 2010 році місто мало площу 23,39 км², з яких 23,36 км² — суходіл та 0,03 км² — водойми.

## Демографія
Згідно з переписом 2010 року, у місті мешкало 55 313 осіб у 18 648 домогосподарствах у складі 14 214 родин. Густота населення становила 2365 осіб/км². Було 19164 помешкання (819/км²).
Расовий склад населення:
| - 56,5 % — білих - 33,3 % — азіатів - 0,9 % — чорних або афроамериканців - 0,4 % — корінних американців - 0,3 % — вихідців з тихоокеанських островів - 4,4 % — осіб інших рас |

До двох чи більше рас належало 4,2 %. Частка іспаномовних становила 13,1 % від усіх жителів.
За віковим діапазоном населення розподілялося таким чином: 21,0 % — особи молодші 18 років, 61,4 % — особи у віці 18—64 років, 17,6 % — особи у віці 65 років та старші. Медіана віку мешканця становила 42,6 року. На 100 осіб жіночої статі у місті припадало 94,9 чоловіків; на 100 жінок у віці від 18 років та старших — 92,2 чоловіків також старших 18 років.
Середній дохід на одне домашнє господарство становив 99 697 доларів США (медіана — 82 367), а середній дохід на одну сім'ю — 111 083 долари (медіана — 94 238). Медіана доходів становила 60 861 долар для чоловіків та 49 418 доларів для жінок. За межею бідності перебувало 8,1 % осіб, у тому числі 10,3 % дітей у віці до 18 років та 7,0 % осіб у віці 65 років та старших.
Цивільне працевлаштоване населення становило 26 913 особи. Основні галузі зайнятості: освіта, охорона здоров'я та соціальна допомога — 20,9 %, виробництво — 15,3 %, науковці, спеціалісти, менеджери — 13,4 %, роздрібна торгівля — 12,2 %.

## Відомі люди

### Народися в місті
Саммер Елтіс (1979) — американська акторка і фотомодель.